# Helcogramma chica
Helcogramma chica es una especie de pez de la familia Tripterygiidae en el orden de los Perciformes.

## Morfología
• Los machos pueden llegar alcanzar los 3,1 cm de longitud total.

## Hábitat
Es un pez de mar  y de clima tropical y asociado a los  arrecifes de coral que vive hasta los 32 m de profundidad.

## Distribución geográfica
Se encuentra desde Sri Lanka, la Isla de Navidad e Islas Cocos hasta Tailandia, el Japón, la Isla Fénix , las Islas Marshall, la Samoa Estadounidense y Fiyi.